# FLNC UC
El FLNC-Unió dels Combatents (FLNC-UC) és una organització armada corsa sorgida del Front d'Alliberament Nacional de Còrsega. El FLNC-UC és conegut per la seva relació propera amb l'activista polític Charles Pieri. Està relacionat amb el partit A Cuncolta Naziunalista i amb el grup Resistenza Corsa. Reagrupa hereus del FLNC-Canal Històric i als veterans del FLNC-Canal Habitual, mentre que el FLNC del 22 d'octubre reuneix principalment els hereus del FLNC-Canal Habitual.
El març de 2023, en el primer aniversari de la mort d'Yvan Colonna, el FLNC-UC va reivindicar disset atacs contra segones residències i xalets, però també l'atemptat contra la seu de Total a Bastia i una empresa constructora, i va amenaçar amb noves accions contra la «colonització» francesa de l'illa de Còrsega.